# ماکسیمیلیان دوم، پادشاه بایرن
ماکسیمیلیان دوم (به آلمانی: Maximilian II)(زادهٔ ۲۸ نوامبر ۱۸۱۱- مرگ ۱۰ مارس ۱۸۶۴) پادشاه بایرن از ۱۸۴۸ میلادی تا زمان مرگش بود. او پسر لودویگ یکم بود.
ماکسیمیلیان دوم پشتیبان نویسندگانی چون پال هیزه بود. هانس کریستیان آندرسن با وی در دژ اشتارنبرگ دیدار کرده و وی را ستوده‌است. اندرسن در نوشته‌هایش از او با نام شاه ماکس نام برده‌است. ماکسیمیلیان به مطالعه دلبستگی داشت.